# Ліпувка (Свентокшиське воєводство)
Ліпувка (пол. Lipówka) — село в Польщі, у гміні Дзялошиці Піньчовського повіту Свентокшиського воєводства.
Населення — 114 осіб (2011).
У 1975-1998 роках село належало до Келецького воєводства.

## Демографія
Демографічна структура на день 31 березня 2011 року:
|          | Загалом | Допрацездатний вік | Працездатний вік | Постпрацездатний вік |
| -------- | ------- | ------------------ | ---------------- | -------------------- |
| Чоловіки | 63      | 12                 | 43               | 8                    |
| Жінки    | 51      | 8                  | 26               | 17                   |
| Разом    | 114     | 20                 | 69               | 25                   |